# Duch pramenů
Duch pramenů je monumentální skalní reliéf představující tvář Ducha karlovarských minerálních pramenů. Vytvořen byl ve skále na Zámecké kolonádě v samém centru lázeňské části Karlových Varů.

## Legenda
Podle staré legendy odpradávna vládl karlovarským léčebným pramenům tajemný duch, který je chránil před vyčerpáním jejich zdrojů i před všemi negativními zásahy přírodních živlů. V těchto místech docházelo nejen k požárům a rozvodnění řeky Teplé, ale též zde hrozilo nebezpečí výbuchu Vřídla. To vše ohrožovalo existenci pramenů, a tím i samotných lázní, a proto se Duch pramenů rozhodl pro čin, kterým karlovarské prameny navždy ochrání. Zaklel všechny nebezpečné živly do skály, ve které pobýval, a sám se odebral do podzemí, aby byl pramenům nablízku.

## Historie
Výbuchy Vřídla byly v minulosti velkou hrozbou pro místní obyvatele i samotné město. Kronikáři zaznamenali bezpočet těchto výbuchů. Časem začaly být prameny odborně zkoumány a bylo zjištěno, že výtrysky a pulzování Vřídla způsobuje přetlak kysličníku uhličitého, který se hromadí v dutinách vřídelní desky. Karlovarští konšelé a správci pramenů o desku začali pečovat. Přestože realita doby již nedala věřit na Ducha pramenů, úcta k legendě přetrvala. Konšelé zachovávali tvrzení, že ten, kdo ovládá Ducha pramenů, ovládá celé lázně. Proto konšelé, radní i purkmistři dbali na to, aby posvátné místo s Duchem pramenů vždy patřilo městu. Místní zvyklostí bývalo sáhnout si na vousy Ducha pramenů a vyslovit přání, které se splnilo.
Reliéf ze železitého pískovce na památné skále vytvořil v roce 1913 vídeňský sochař Wenzel Hejda.

## Současnost
Počátkem 21. století došlo k přestavbě secesní Zámecké kolonády, která se dotkla i reliéfu Ducha pramenů. Byl zde vybudován lázeňský komplex Zámecké lázně, do kterého byl reliéf zakomponován. Tím byl Duch pramenů poprvé ve své historii znepřístupněn veřejnosti a k vidění je pouze v hale s bazénem s termominerální vodou a brouzdalištěm pro klienty Zámeckých lázní.